# Mesosa nigrostictica
Mesosa nigrostictica är en skalbaggsart som beskrevs av Stefan von Breuning 1967. Mesosa nigrostictica ingår i släktet Mesosa och familjen långhorningar. Inga underarter finns listade i Catalogue of Life.